# Жидовка (опера)
«Жидовка» (фр. La Juive; на российских сценах шла также под названиями «Еврейка», «Иудейка», «Дочь кардинала») ― опера в пяти действиях Фроманталя Галеви по оригинальному французскому либретто Эжена Скриба, один из наиболее ярких образцов французской «большой оперы». Действие происходит во время Констанцского собора 1414 года.
Впервые была поставлена в Гранд-опера (Париж) 23 февраля 1835 года. Главные партии, Элеазара и Рахили, исполняли Адольф Нурри и его 20-летняя ученица Корнелия Фалькон. 
Партия Рахили считается одной из самых сложных для оперных сопрано. Ария Элеазара («Рахиль, ты мне дана небесным провиденьем» / Rachel! Quand du Seigneur…), финальный текст которой принадлежит Нурри, относится к числу популярнейших во французском теноровом репертуаре.

## Действующие лица
| Элеазар, еврей, ювелир                                  | тенор      |
| Рахиль, еврейка                                         | сопрано    |
| Джан Франческо, кардинал де Броньи, председатель собора | бас        |
| Леопольд, имперский князь                               | тенор      |
| Евдоксия, принцесса, племянница императора              | сопрано    |
| Руджеро, бургомистр                                     | баритон    |
| Альберт, сержант                                        | бас        |
| Герольд                                                 | баритон    |
| Двое пьяниц                                             | тенор, бас |
| Офицер                                                  | тенор      |
| Мажордом                                                | баритон    |
| Палач                                                   | баритон    |
| Император Сигизмунд                                     | без слов   |
| Действие происходит в 1414 году в городе Констанце      |            |

## Содержание

### Действие первое
Площадь в Констанце. Народ, стоя на коленях на паперти храма, молится. Слышно пение благодарственного гимна и весёлый шум ликующей толпы. Появляется мэр города Руджеро, сопровождаемый стражей, и читает народу королевский эдикт, объявляющий о победе имперского князя Леопольда над гуситами и о созыве собора для суда над ними. По этому случаю король велел устроить всенародный праздник. Все работы должны быть прекращены, в храмах будет отслужен торжественный молебен, а в полдень все фонтаны забьют вином. Народ радостными криками встречает это сообщение. Услыхав вдруг стук молота о наковальню, Руджеро спрашивает: «Кто в этот день работой заниматься смеет?» Ему отвечают, что это работает ювелир, еврей Элеазар, который не считает для себя обязательными христианские праздники.
По приказанию Руджеро стража направляется в дом Элеазара и приводит его к мэру вместе с дочерью Рахилью. Руджеро заявляет Элеазару, что, работая в праздник, он тем самым выражает презрение к Богу христиан и заслужил строгую кару. Еврей отвечает, что он не может чтить христианского Бога, во славу которого все его сыновья были сожжены на костре. Руджеро говорит, что его ждёт та же участь, и приказывает вести Элеазара и его дочь на казнь.

В эту минуту из церкви выходит кардинал де Броньи. Элеазар бросается к нему с мольбой о прощении. Броньи, вглядываясь в Элеазара, припоминает, что где-то видел его. Оказывается, что он знал его, ещё живя в миру. Элеазар напоминает ему, что именно он, де Броньи, изгнал его из Рима. Тогда он был сановником, а не духовным лицом, и жил среди мирян, в кругу любимой семьи. Кардинал просит не растравлять его сердечных ран воспоминаниями о прошлом, так как он лишился с тех пор и жены, и детей. Затем он объявляет Элеазару и Рахили, что они свободны, прибавив: «Пусть злоба и вражда к евреям прекратится: прощением и милостью мы к Богу обратим их!». Освобождённые Элеазар и Рахиль удаляются в свой дом. Броньи и Руджеро уходят в сопровождении толпы. 

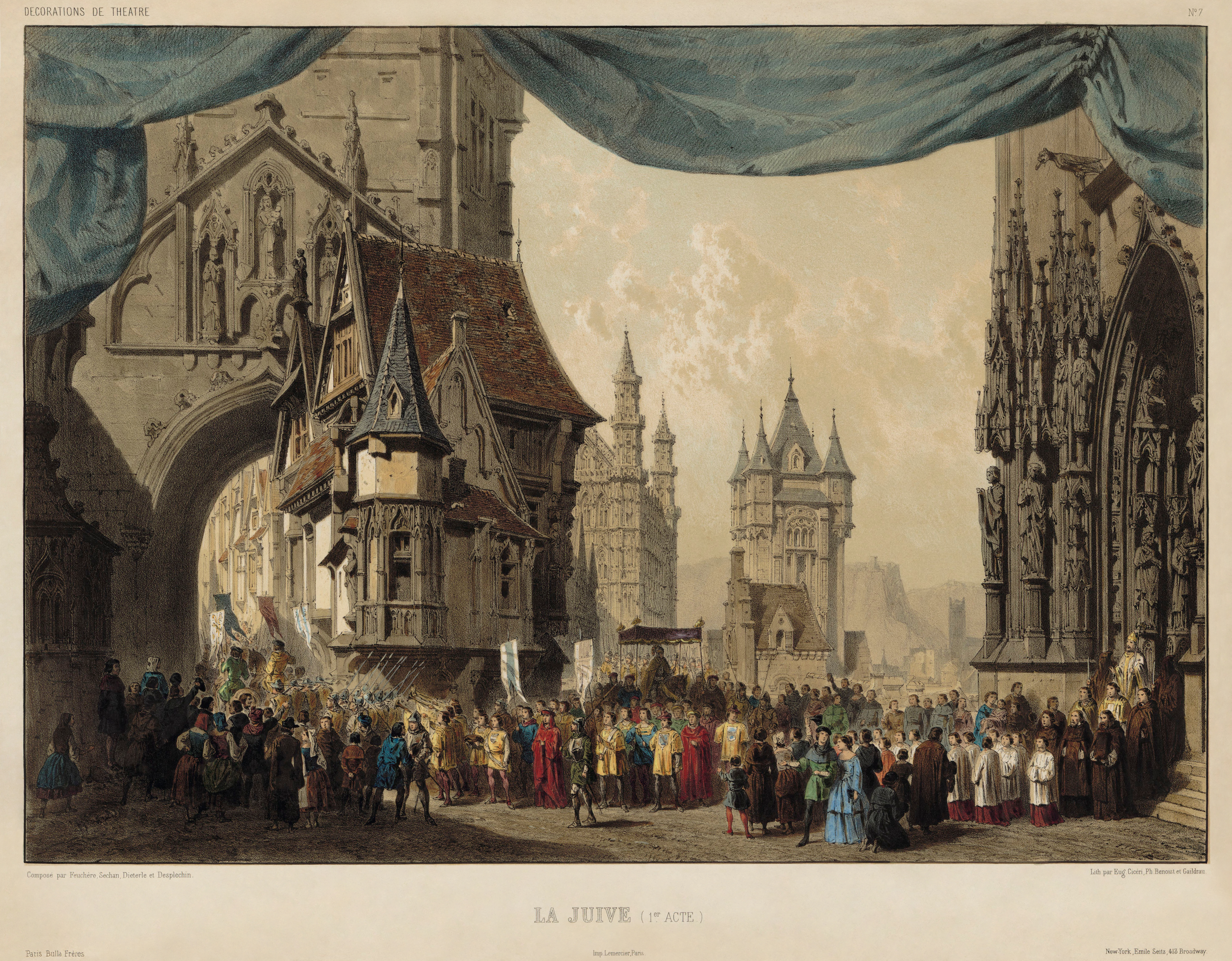
Эскиз декораций первого действия (Гранд-опера, 1835 год)

Когда весь народ расходится, к дому Элеазара прокрадывается переодетый князь Леопольд и серенадой вызывает на свидание любимую им и любящую его Рахиль, которой он выдаёт себя за еврея, художника Самуила. Рахиль выходит на балкон и радостно встречает своего возлюбленного. Они клянутся друг другу в вечной любви. Рахиль приглашает Леопольда явиться к ним на сегодняшний вечер, чтобы справить Пасху. Услышав шум шагов, они скрываются из комнаты.
Раздаётся колокольный звон и звуки торжественного марша. Фонтаны, забившие вином вместо воды, снова привлекают народ на площадь. Леопольд спешит смешаться с толпой. Приближается великолепная процессия императора Сигизмунда. Элеазар и Рахиль становятся на ступенях храма, чтобы лучше увидеть процессию. Руджеро, заметив это, находит, что присутствие евреев позорит храм, и приказывает схватить их. Толпа бросается исполнять приказание Руджеро. Подоспевший Леопольд бросается на защиту Рахили и освобождает её. В это же время Элеазар, избитый и окровавленный, вырывается из рук толпы. Народ кричит: «Еврей погибнуть должен!» Леопольд велит офицеру Альберту отвести евреев в их дом под охраной солдат. Открывается торжественное шествие. Народ с восторгом приветствует короля Сигизмунда.

### Действие второе
Комната в доме Элеазара. Элеазар и Рахиль с гостями справляют праздник еврейской Пасхи; среди гостей ― мнимый художник Леопольд. Элеазар напевает пасхальные песнопения, а остальные ему подпевают. Затем он подаёт собеседникам по куску мацы. Леопольд незаметно бросает свой кусок на пол. Рахиль видит это и не знает, что подумать. Вдруг раздаётся стук в дверь, всё собрание в испуге вскакивает. Элеазар быстро тушит огни и велит удалиться всем, кроме Леопольда, который прячется за мольберт. Элеазар отпирает дверь, и в комнату входит принцесса Евдокия, племянница императора, в сопровождении пажей. Она пришла купить у ювелира ожерелье Константина Великого, которое она намерена подарить своему супругу, победителю гуситов Леопольду, в знак своей любви и преданности. Леопольд, услышав это, приходит в уныние. Элеазар подаёт принцессе просимое ожерелье. Евдокия восхищается красотой изделия и говорит, что любимый ею Леопольд вполне достоин этого подарка. Распорядившись о том, чтобы ожерелье было доставлено на следующий день во дворец, принцесса уходит. Леопольд восклицает: «Как тяжело преступным мужем быть и чувствовать любовь несчастной жертвы брака!» Элеазар радуется тому, что возьмёт за ожерелье большие деньги и хоть этим отомстит и выразит ненависть к богатой христианке. Входит Рахиль и просит князя открыть свою тайну. Его поведение во время трапезы и многое другое внушило ей подозрение, что он скрывает своё истинное происхождение. Леопольд обещает ей открыться во время сегодняшнего ночного свидания. Элеазар догадывается об отношениях Леопольда с его дочерью и выпроваживает мнимого художника, но Рахиль остаётся ждать его.
Когда в доме всё затихает, Леопольд возвращается. Он просит у Рахили прощения и сознаётся, что обманул её: он ― христианин. Рахиль в ужасе говорит князю, что христианский закон наказывает смертью за связь с еврейкой, что Элеазар проклянёт её, когда узнает, что она отдала своё сердце христианину. Леопольд отвечает, что его не страшит закон, просит забыть ради него отца и уговаривает её бежать с ним. Рахиль сначала колеблется ― ей жаль отца, но потом соглашается и они готовятся к побегу. Внезапно вошедший Элеазар застаёт влюблённую парочку и требует объяснений. В сильном негодовании он предлагает Леопольду удалиться, прибавляя, что «не будь он еврейской веры, то жизнью бы заплатил за дочь!» Леопольд кричит: «Убей меня! Я христианин!». Элеазар в бешенстве выхватывает кинжал и бросается на Леопольда. Его удерживает Рахиль, говоря, что виноваты они оба. Скорбь дочери вынуждает старика дать своё согласие на брак при условии перемены Леопольдом своей религии. Но в последнюю минуту Леопольд открывает, наконец, всю истину: он не только христианин, но и князь, супруг Евдокии. Элеазар проклинает его. Леопольд убегает.

### Действие третье

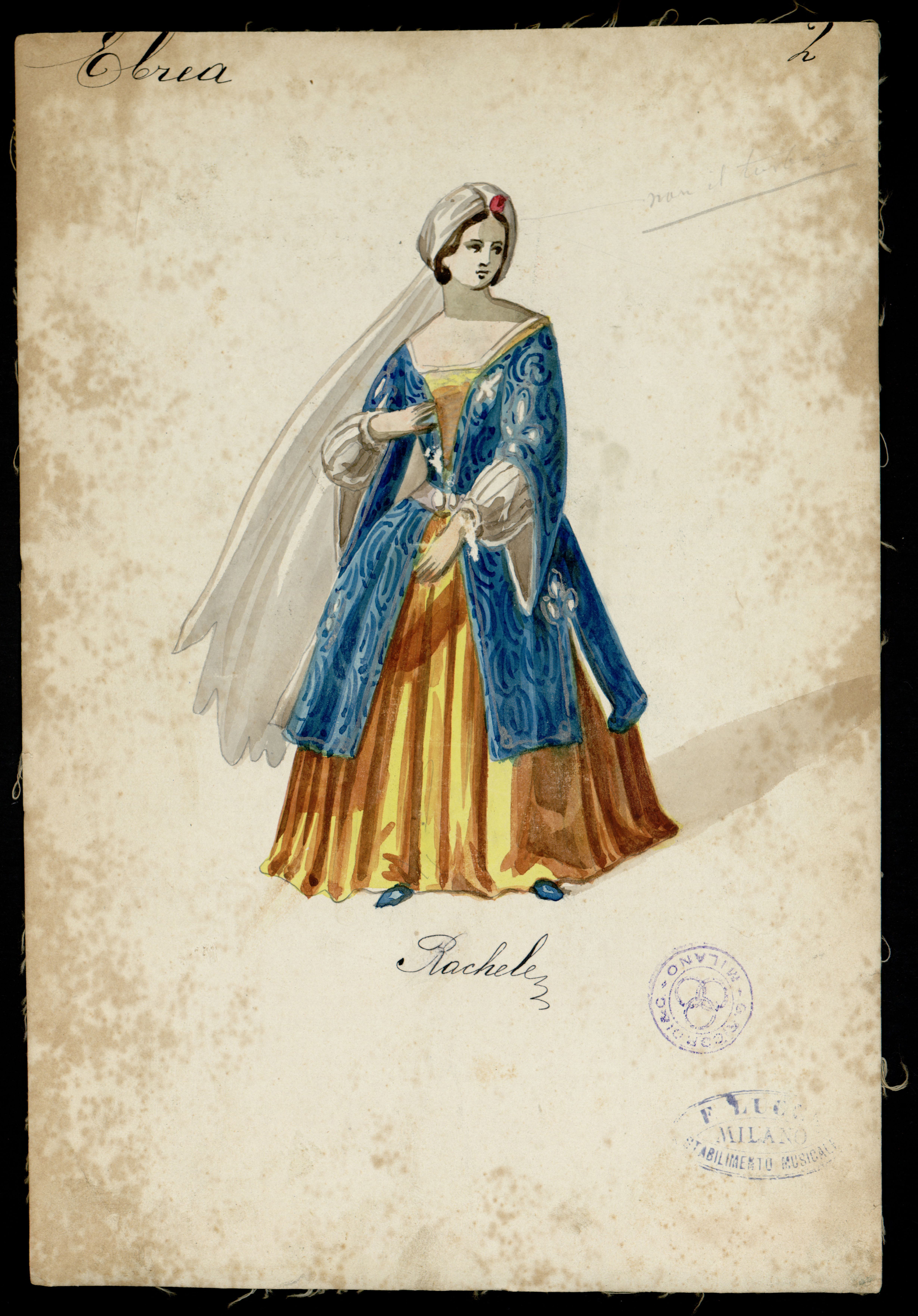
Эскиз костюма Рахили (1865)

Праздничная зала во дворце. Балет. За столом сидит император, около него ― Евдокия и Леопольд, Броньи и другие сановники. Присутствующие славят императора и поздравляют Евдокию и Леопольда. По окончании балета император уходит. Являются Рахиль и Элеазар с ожерельем, заказанным принцессой для Леопольда. Князь, увидев их, приходит в страшное волнение. Евдокия собирается надеть ожерелье на коленопреклонённого Леопольда, но Рахиль вырывает украшение из её рук, заявляя, что князь недостоин этой чести, так как имел связь с презренной еврейкой, и эта еврейка ― она сама. Евдокия в отчаянии. Леопольд не защищается. Кардинал объявляет князю, что он своим молчанием лишь подтверждает свою виновность. Затем, переговорив с курфюрстами, он выходит вперёд, указывая на Элеазара, Леопольда и Рахиль, объявляет всем троим проклятие и приказывает арестовать их. Стража отводит их в тюрьму. Евдокия падает без чувств на руки придворных дам. Общее смятение.

### Действие четвёртое
Зала при тюрьме. Входит Евдокия и велит страже привести еврейку Рахиль. Её приводят. Принцесса убеждает Рахиль спасти Леопольда, отказавшись от своих справедливых обвинений. Рахиль сначала не соглашается, говоря, что он вполне заслуживает смерти за то, что похитил её честь и покрыл её позором, но после усиленной мольбы принцессы она сдаётся и во имя своей безграничной любви к Леопольду заявляет о готовности взять всю вину на себя. Евдокия в восторге благодарит её и уходит. Является кардинал. По его приказу стража вводит Элеазара. Кардинал, которому жаль обвинённых, заявляет еврею, что он мог бы смягчить судей, если окрестится. Элеазар отказывается от этого предложения. Он желает смерти и мести. Элеазар знает, что у кардинала некогда была дочь, считающаяся погибшей при пожаре. Этот ребёнок был спасён переодетым евреем, но каким ― этого он не скажет. Кардинал умоляет открыть ему тайну, но Элеазар непреклонен. Броньи со словами «Ты хочешь умереть ― так умри!» гневно удаляется. Элеазар не боится казни ― ему жаль Рахиль, но жажда мести торжествует, и он решает мстить и умереть (ария «Рахиль, ты мне дана небесным провиденьем»).

### Действие пятое
Место за городом. Огромный дымящийся котёл ― орудие казни. Элеазара и Рахиль ведут на казнь. На вопрос Элеазара, почему нет с ними Леопольда, Руджеро отвечает, что князь осуждён лишь на изгнание. Элеазар восклицает: «Вот ваше правосудие!» Руджеро объясняет, что участь Леопольда смягчена, так как Рахиль призналась, что оклеветала его. Входят Броньи и члены вселенского собора. Кардинал просит Элеазара открыть ему в свой предсмертный час, где его дочь, но тот молчит. Прощаясь с Рахилью, Элеазар тихо говорит дочери, что ценою своей жизни он может спасти её. Но Рахиль твёрдо заявляет, что не может жить без него. Тогда Элеазар говорит: «Сам Бог тебе дал эту твёрдость. Пусть воля Всевышнего свершится над тобою!» В ту минуту, когда Рахиль уже бросилась в кипящий котёл, Элеазар объявляет Броньи, что кардинал казнил собственную дочь. Тот падает на колени, закрыв лицо руками. Элеазар, бросив на него торжествующий взгляд, бодро идёт на казнь.

## История постановок
Первая постановка с Фалькон, Нурри и Левассёром стала легендарной из-за своей масштабности и пышности декораций. Неудивительно, что для церемонии открытия нынешнего здания Парижской оперы в 1875 году была выбрана именно «Жидовка» (причём декорации создавались по оригинальным эскизам сорокалетней давности).
Первая постановка оперы в Санкт-Петербурге в 1837 году прошла под названием «Дочь кардинала». Затем опера ставилась в основном под названиями «Жидовка» или «Еврейка». Согласно записи в дневнике С. С. Прокофьева от 31 июля 1917 года опера шла в Кисловодске под названием «Жидовка». В СССР опера после 1920-х годов не ставилась (как по религиозным, так и по антисемитским резонам). Репертуарным указателем Главреперткома 1929 года опера «Жидовка» не разрешалась к исполнению, а указателями 1931 и 1934 годов запрещалась к исполнению.

«Жидовка» была последней оперой, в которой пел Карузо. В начале XX века огромными тиражами разошлись пластинки с записью арии Элеазара (Rachel! Quand du Seigneur…) сначала в его исполнении, а потом в исполнении Дж. Мартинелли, сменившего его в этой постановке Метрополитен-оперы. Через полвека ведущий солист этого театра, Ричард Такер, будучи иудаистом, потратил массу энергии на то, чтобы «пробить» возобновление оперы на нью-йоркской сцене, однако умер вскоре после того, как администрация театра наконец одобрила постановку. В итоге «Жидовка» вернулась в этот театр только в 2003 году в качестве «визитной карточки» тенора Шикоффа. В 2004 году знаменитый кинорежиссёр Сидни Люмет снял клип, где Шикофф исполняет арию Элеазара. 

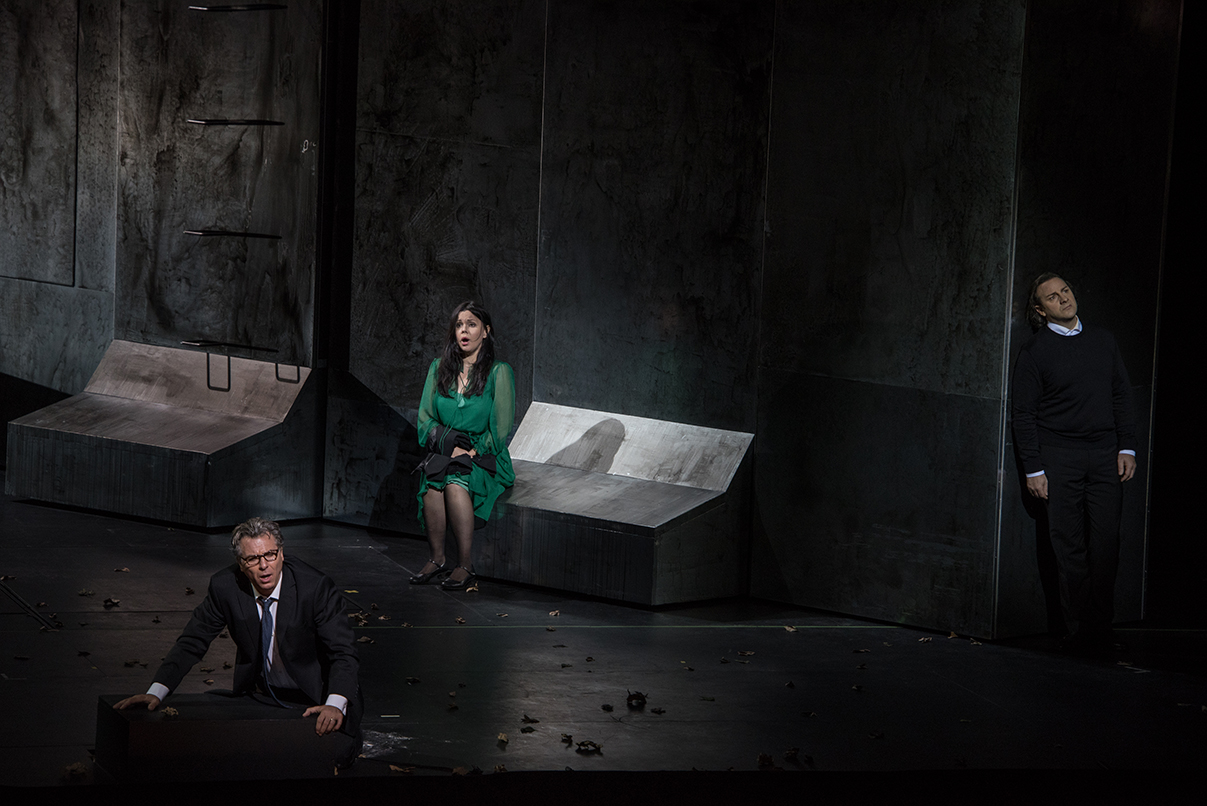
Р. Аланья, его жена А. Куржак и Дж. Осборн в современной постановке «Еврейки» (Баварская государственная опера, 2016)

В начале XXI века наблюдается возрождение интереса к самой знаменитой опере Галеви. Она уже ставится театрами не так редко, как в предыдущем столетии. В частности, «Жидовку» включили в свой репертуар Венская государственная опера (1999), Литовский национальный театр оперы и балета (2004), Ла Фениче (2005), Опера Гарнье (2007), Цюрихская опера (2007), Гётеборгская опера (2013), Баварская государственная опера (2016, реж. К. Бийето), Франкфуртская опера (2024).

### Постановки в России
- 1837 — 23 октября первая постановка оперы под названием «Дочь кардинала» была представлена немецкой труппой в Петербурге[19].
- 1859 — новая постановка в Петербурге.
- 1865 — опера была исполнена в московском Большом театре.
- 1878—1879 — постановки в частной антрепризе П. М. Медведева в Саратове и Казани.
- 1887 — в частной антрепризе П. Любимова в Екатеринбурге.
- 1888 — Казанский театр оперы, под названием «Дочь кардинала». В декабре оперу посетил Владимир Ульянов (Ленин) вместе с братом — Д. И. Ульяновым. В 1901 году Владимир Ульянов писал матери: «Был на днях в опере, слушал с великим наслаждением „Жидовку“: я слышал её раз в Казани (когда пел Закржевский), лет, должно быть, 13 тому назад, но некоторые мотивы остались в памяти».
- 1905 — в частной антрепризе М. Валентинова и Л. Штейнберга в Харькове.
- 1914 — опера исполнялась в Оперном театре Зимина[20].
- 1922 — спектакль шёл в театре «Свободная опера Зимина».
- 2010 — 19 февраля, Михайловский театр Санкт-Петербурга. Режиссёр-постановщик Арно Бернар (Arnault Bernard[21]), музыкальный руководитель и дирижёр Петер Феранец. Согласно первоначальным анонсам, опера должна была называться «Жидовка», но впоследствии название было изменено на «Иудейка»[22]. Премьера была назначена на 18 февраля, но спектакль был перенесён на следующий день и был представлен под названием «Жидовка»[23].

## Дискография
- Галеви. Жидовка. Р. Такер, Я. Хаяси, М. Ле Бриз, Х. Сабате, Д. Гуинн. Дирижёр А. Гуаданьо / Лондон Royal Festival Hall 4.3.1973 / MYTO
- Галеви. Жидовка. Х. Каррерас, И. Токоди, С. Газарян, К. Мерритт, Ч. Сьепи, А. Шрамек. Диржер Герд Альбрехт / Вена 23.1.1981
- Галеви. Жидовка. Н. Шикофф, С. Исокоски, Р. Шорг, З. Тодорович, А. Майлз, И. Гати. Дирижёр Симона Янг / WIENER STAATSOPER 1998 Live
- Галеви. Жидовка (полная версия, т. н. Lemoine-Edition, 1857). А. Папян, О. Макарина, Ф. Казанова, Ж-Л. Виала, П. Плишка. Дирижёр И. Квелер / Карнеги-холл 13.4.1999
- Галеви. Жидовка. Н. Шикофф, С. Исокоски, Э. Футрал, Э. Катлер, Ф. Фурланетто, Д. Кавракос. Дирижёр М. Виотти / МЕТ 13.12.2003
- Галеви. Жидовка. Н. Шикофф, Я. Тамар, А. Массис, Б. Следж, Р. Скандьюцци, В. Ле Тексье. Дирижёр Ф. Часлин / Венеция, Ля Фениче 11.11.2005
- Галеви. Жидовка. Н. Шикофф, А. К. Антоначчи, А. Массис, К. Ли, Ф. Фурланетто. Дирижёр Д. Орен / Париж Opera Bastille 18.3.2007

### Издания в СССР
- 1947 — Ария Элеазара (из оперы «Дочь Кардинала») — Галеви; Георгий Нэлепп. Орк. ГАБТ СССР. Дир. К. П. Кондрашин. 14937-8, Г 340/47;
- 1952 — Ария Элеазара (из оперы «Дочь Кардинала») — Галеви; Михаил Александрович. Орк. ГАБТ СССР. Дир. А. Ш. Мелик-Пашаев. Д—00115-6. Запись 1951 года.
- 1963 — Ария Элеазара (из оперы «Дочь Кардинала») — Галеви; Зиновий Бабий. Орк. ГАБТ СССР. Дир. М. Эрмлер. Д—012535-6, С—0689-90;
- 1965 — Ария Элеазара (из оперы «Дочь Кардинала») — Галеви; Кипрас Петраускас. Литовский государственный оперный оркестр. Дир. Л. Гофмеклерис. Д—16211-2. На литовском языке.
- 1979 — Ария Элеазара (из оперы «Дочь Кардинала») — Галеви; Дмитрий Тархов. Большой Симфонический Оркестр ВР. Дир. О. Брон. М10—41551-2. Архивная запись конца 40-х или начала 50-х годов.
- 1981 — Ария Элеазара (из оперы «Дочь Кардинала») — Галеви; Владимир Петров. Орк. Большого театра СССР. Дир Л. Лазарев. С10-15717-18. Запись 1980 года.